# Ivan Perišić
Pour les articles homonymes, voir Perisic.
Ivan Perišić, né le 2 février 1989 à Split en Yougoslavie (aujourd'hui en Croatie), est un footballeur international croate qui évolue au poste d'ailier gauche au PSV Eindhoven.

## Biographie

### Carrière professionnelle

#### Débuts professionnels (1995-2009)
Au Hajduk Split, il commence sa carrière au poste de défenseur central, avant d'être repositionné progressivement au milieu, soit dans un rôle de milieu défensif, de milieu central, ou encore de milieu offensif.
Âgé seulement de 17 ans lors de l'été 2006, Perišić intéresse de nombreux clubs comme le PSV Eindhoven, l'Ajax Amsterdam et le Hambourg SV, et réalise un essai avec le club belge du RSC Anderlecht. Mais c'est finalement le FC Sochaux qui lui fait signer un contrat de quatre ans.
Malheureusement, sa licence amateur reste longuement non homologuée, et c'est le 31 décembre 2006, jour de la date butoir que celle-ci reçoit son homologation, permettant ainsi à Perišić de faire ses débuts officiels avec les 18 ans nationaux du club, avec qui il remporte la coupe Gambardella en 2007, en jouant la plupart du temps au poste de défenseur central.
Francis Gillot ne le faisant pas jouer, il est prêté le 2 janvier 2009 en Belgique au KSV Roulers.

#### FC Bruges (2009-2011)
Le 26 août 2009, après un essai infructueux avec le Hertha Berlin, il signe au FC Bruges un contrat courant jusqu'à l'été 2012 après avoir été transféré pour la somme de 250 000 euros. Il quitte le FC Sochaux sans n'avoir jamais participé à aucun match officiel, ne faisant qu'une apparition sur une feuille de match lors du 16e de finale de la Coupe de la ligue, le 24 septembre 2008 face à Marseille.
Le 1er octobre 2009, il inscrit son premier but en Ligue Europa avec le FC Bruges face au Toulouse FC. À l'issue de la saison 2010-2011 et 22 buts marqués, il est élu meilleur buteur du championnat et Footballeur Pro de l'année.

#### Borussia Dortmund (2011-2013)
Le 23 mai 2011, il rejoint le BV 09 Borussia Dortmund pour 5 ans en échange d'un montant estimé à 5,5 millions d'euros selon la presse allemande. Il fait ses débuts en championnat le 5 août 2011 face au Hambourg SV. Le 13 septembre 2011, il inscrit son premier but en Ligue des champions face à Arsenal. lors de la première journée de la phase de poule Le 14 octobre 2011, il marque son premier but en Bundesliga face au Werder Breme (victoire 2-0). Il réalise une bonne première saison, avec 9 buts en 41 matchs. Sa seconde et dernière saison à Dortmund est beaucoup plus mitigée avec seulement 23 matchs et 3 buts.

#### VlF Wolfsburg (2013-2015)

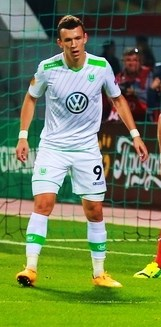
Perisic lors d'un match de Ligue Europa en 2014.

À la recherche de plus de temps de jeu, Perisic quitte le Borussia Dortmund le 6 janvier 2013 pour le VfL Wolfsburg. Son transfert est évalué à 7,5 millions d'euros. Il fait ses débuts avec les Loups en Bundesliga le 19 janvier 2013, contre le VfB Stuttgart. Le 11 mai 2013, il marque son premier but avant de doubler la marque face à son ancien club, le Borussia Dortmund. Le bilan de sa première saison est de 11 matchs seulement, pour 2 buts.
Le 3 août 2013, il marque son premier but de la saison à l'occasion d'un match de DFB Pokal remporté 3-1 face à Karlsruher SC. Il continue et termine sa saison brillamment avec 10 buts en 33 matchs de championnat (dont 24 matchs titulaire). C'est lors de cette saison qu'il se fait une place de titulaire dans l'équipe de Dieter Hecking.
Durant l'été de 2014, il attire plusieurs grands clubs. Sa troisième et dernière saison en Allemagne est marquée par la très bonne saison de son équipe en Ligue Europa et en Bundesliga. Il totalise 7 buts en 35 matchs lors de sa dernière saison à Wolfsburg. Lors du mercato d'été de 2015, il attire les convoitises de clubs italiens, comme notamment l'Inter Milan.

#### Inter Milan (2015-2022)
Le 30 août 2015, Perišić s'engage cinq ans avec l'Inter Milan pour un montant de 18 millions d'euros (+2 millions en bonus). Il marque son premier but sous ses nouvelles couleurs le 4 octobre 2015, lors d'un match de Série A face à la Sampdoria (match nul 1-1).
La première saison est plutôt prometteuse. Perišić arrive avec l'étoffe d'un titulaire et s'affirme dans le onze intériste de Mancini. Il marque 7 buts et délivre 6 passes décisives pour sa première saison.
La deuxième saison est celle de la confirmation. Perišić est moins décisif que lors de sa première saison en termes de passes décisives/buts mais il fait des différences dans le jeu ainsi que balle au pied. Il devient l'un des fers de lance de l'Inter ainsi que l'un des meilleurs joueurs d'aile du championnat italien. Lors du mercato estival de 2017, Perišić est très convoité, notamment par Manchester United qui souhaite recruter le joueur et qui propose 50 millions d'euros. L'offre est déclinée par l'Inter.
Le Croate reste finalement en Lombardie pour la saison 2017-2018, qu'il entame avec deux buts en trois matchs de championnat dont une reprise de volée en pleine lucarne à la 87e minute du match opposant les Nerazzurri à la SPAL (victoire 2-0 de l'Inter).

##### Prêt au Bayern Munich (2019-2020)
Le 13 août 2019, à quelques jours de la reprise de la Bundesliga, le Bayern Munich a officiellement annoncé le recrutement en provenance de l’Inter Milan. L’ancien joueur du Borussia Dortmund arrive sous la forme d’un prêt payant de 5 millions d’euros avec une option d’achat fixée à 20 millions d’euros selon Tuttosport. L’ailier gauche de 30 ans aura la lourde tâche de succéder à Franck Ribéry. Les supporters sont d’ores et déjà sceptiques sur cette arrivée qui ne vient pas rajeunir l’effectif, qui était déjà assez vieillissant et dont le rajeunissement était pourtant l’un des objectifs estivaux.
Au bout d’une année de prêt passée au club, le Croate est contraint de quitter le Bayern pour rentrer à l’Inter. Ivan Perisic n’aura fait qu’une seule saison au Bayern Munich. L’ailier international croate n’a pas été conservé par le club allemand après la fin de sa période de prêt. Il rentre donc à l’Inter Milan, où il a encore deux ans de contrat. Il a disputé un total de 35 rencontres, et marqué 8 buts. En outre, il a enrichi son palmarès avec un triplé Coupe - Championnat - Ligue des Champions. Après la victoire finale en Ligue des Champions, Perisic s'est notamment illustré au sein de ses coéquipiers en portant un drapeau croate autour de sa taille pour célébrer la victoire bavaroise et rendre hommage à son pays.

#### Tottenham Hotspur (2022-2024)
Le 31 mai 2022, Ivan Perišić signe gratuitement en faveur du club anglais, Tottenham Hotspur pour une durée de 2 ans.
En septembre 2023, il subit une rupture du ligament croisé antérieur du genou droit, ce qui entraîne son absence des terrains pour plusieurs mois.

#### Prêt et transfert définitif au Hajduk Split (2024)
En 2024, il quitte le club et se rend au HNK Hajduk Split en prêt.
Il quitte le club après avoir résilié son contrat en août 2024 à la suite de désaccords avec l'entraîneur Gennaro Gattuso.

#### PSV Eindhoven (depuis 2024)
Il rejoint le PSV Eindhoven en septembre 2024 en signant un contrat d'un an avec le club.

### Carrière internationale

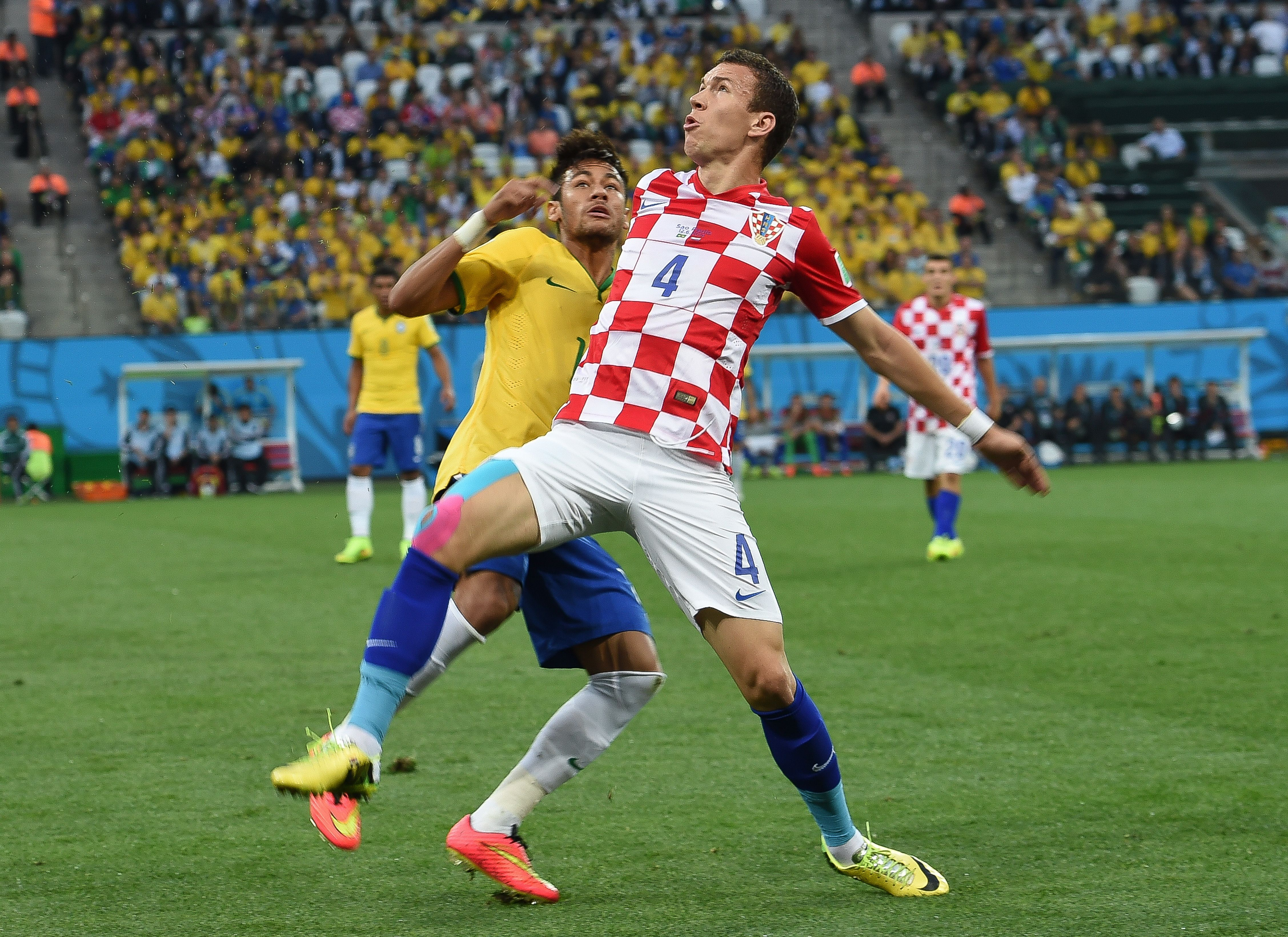
Ivan Perišić à la Coupe du monde 2014, lors du match Brésil-Croatie.

Perišić apparaît en équipes nationales croates des moins de 17 ans, moins de 19 ans et moins de 21 ans. Il participe à la qualification en Coupe d'Europe 2011 des moins de 21 ans, où il marque deux buts.
Le 26 mars 2011, à l'âge de 22 ans, il fait ses débuts avec l'équipe nationale croate principale contre la Géorgie. Il est titulaire pour l'ouverture de l'UEFA Euro 2012, contre l'Irlande, puis, est de nouveau titulaire face à l'Italie. Il est cependant remplaçant lors du dernier match des phases de poules, contre l'Espagne (défaite 1-0).

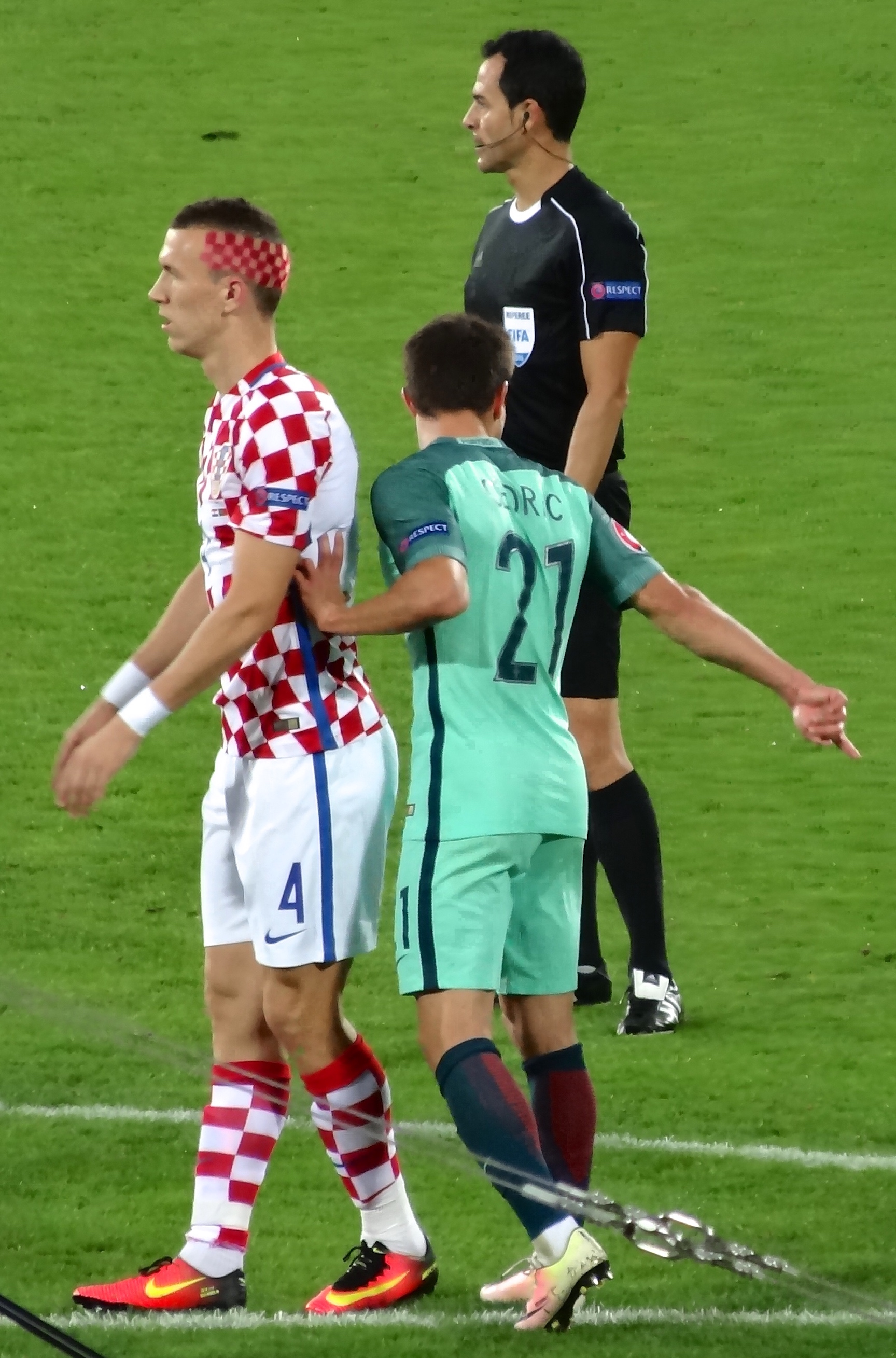
Perišić durant l'Euro 2016.

Pendant les éliminatoires de la coupe du monde 2014, Perišić apparaît dans 12 matchs avec la Croatie, et marque son premier but international lors d'un match nul 1-1 face à la Belgique. Le 14 mai, il est sélectionné dans le groupe des trente joueurs croates participant à la préparation de la Coupe du monde 2014. Le 31 mai, il inscrit un doublé lors d'une victoire 2-1 contre le Mali lors d'un match préparatoire. Perišić est finalement retenu le 2 juin dans les 23 joueurs croates sélectionnés pour la coupe du monde. Il est dans l'équipe de départ pour le match d'ouverture contre le pays hôte, le Brésil. Joué à la Corinthiens Arena, à São Paulo le match se termine sur une défaite 3-1. Lors du match suivant, il marque le deuxième but de la Croatie lors d'une victoire face au Cameroun 4-0. Le 23 juin, lors du troisième et dernier match de poule, il marque le seul et unique but de l'équipe lors d'une défaite 3-1 face au Mexique qui l'élimine du tournoi. Malgré cette élimination précoce de la Croatie, Perišić est désigné comme le deuxième meilleur joueur de la phase de groupes par la FIFA.
Sélectionné pour l'Euro 2016 en France, Perišić se montre décisif pour son pays en phase de groupes. Il inscrit notamment le but de la victoire contre l'Espagne permettant aux Croates de finir premier de leur groupe. Il avait d'ailleurs auparavant inscrit un but face à la Tchéquie. Pour le huitième de finale face au Portugal, il arbore une coiffure remarquée, aux couleurs du maillot croate. 
Le 26 juin 2018, lors du premier tour de la Coupe du monde en Russie, il offre le but victorieux des croates face à l'Islande. Le 11 juillet, en demi-finale, il marque le but égalisateur contre l'Angleterre, adresse une passe décisive à son coéquipier Mario Mandžukić et qualifie ainsi son équipe pour la finale (victoire 2-1). Il est par ailleurs élu homme du match. Lors de la finale le 15 juillet, Il égalise contre la France d'une frappe croisée.
Deux ans plus tard, il est convoqué pour participer à l'Euro 2020 compétition dans laquelle il inscrit deux buts : face à la Tchéquie puis face à l'Ecosse au premier tour. Le 9 novembre 2022, il est sélectionné par Zlatko Dalić pour participer à la Coupe du monde 2022. Il marque de nouveau dans un mondial en inscrivant un but face au Japon en 1/8e de finale. 
Le 20 mai 2024, il figure dans la liste des 26 joueurs croates retenus par Zlatko Dalić pour participer à l'Euro 2024. 

### Expérience dans le beach-volley
En 2017, il participe avec son compatriote Niksa Dell’Orco au tournoi Porec Major en Croatie, étape du World Tour de beach-volley.

## Statistiques
Ce tableau résume les statistiques de joueur d'Ivan Perišić.

| Saison                | Club                  | Championnat           | Championnat | Championnat | Championnat | Coupe nationale | Coupe nationale | Coupe nationale | Coupe de la Ligue | Coupe de la Ligue | Coupe de la Ligue | Supercoupe | Supercoupe | Supercoupe | Compétition(s) continentale(s) | Compétition(s) continentale(s) | Compétition(s) continentale(s) | Compétition(s) continentale(s) | Plays-off | Plays-off | Plays-off | Croatie | Croatie | Croatie | Total | Total | Total |
| Saison                | Club                  | Division              | M.          | B.          | P.d.        | M.              | B.              | P.d.            | M.                | B.                | P.d.              | M.         | B.         | P.d.       | Comp.                          | M.                             | B.                             | P.d.                           | M.        | B.        | P.d.      | M.      | B.      | P.d.    | M.    | B.    | P.d.  |
| 2008-2009             | FC Sochaux            | Ligue 1               | 0           | 0           | 0           | -               | -               | -               | -                 | -                 | -                 | -          | -          | -          | -                              | -                              | -                              | -                              | -         | -         | -         | -       | -       | -       | 0     | 0     | 0     |
| 2008-2009             | KSV Roulers (prêt)    | Jupiler Pro League    | 17          | 5           | 2           | 2               | 3               | 0               | -                 | -                 | -                 | -          | -          | -          | -                              | -                              | -                              | -                              | 1         | 0         | 0         | -       | -       | -       | 20    | 8     | 2     |
| 2009-2010             | FC Bruges             | Jupiler Pro League    | 23          | 6           | 6           | 2               | 0               | 1               | -                 | -                 | -                 | -          | -          | -          | C3                             | 8                              | 4                              | 2                              | 10        | 3         | 4         | -       | -       | -       | 43    | 13    | 13    |
| 2010-2011             | FC Bruges             | Jupiler Pro League    | 27          | 16          | 8           | 1               | 0               | 0               | -                 | -                 | -                 | -          | -          | -          | C3                             | 8                              | 0                              | 0                              | 10        | 6         | 2         | 3       | 0       | 0       | 49    | 22    | 10    |
| Sous-total            | Sous-total            | Sous-total            | 50          | 22          | 14          | 3               | 0               | 1               | 0                 | 0                 | 0                 | -          | -          | -          | -                              | 16                             | 4                              | 2                              | 20        | 9         | 6         | 3       | 0       | 0       | 92    | 35    | 23    |
| 2011-2012             | Borussia Dortmund     | Bundesliga            | 28          | 7           | 4           | 6               | 1               | 3               | -                 | -                 | -                 | 1          | 0          | 0          | C1                             | 6                              | 1                              | 0                              | -         | -         | -         | 10      | 0       | 1       | 51    | 9     | 8     |
| 2012-2013             | Borussia Dortmund     | Bundesliga            | 14          | 2           | 0           | 3               | 1               | 0               | -                 | -                 | -                 | 1          | 0          | 0          | C1                             | 5                              | 0                              | 0                              | -         | -         | -         | 5       | 1       | 0       | 28    | 4     | 0     |
| Sous-total            | Sous-total            | Sous-total            | 42          | 9           | 4           | 9               | 2               | 3               | 0                 | 0                 | 0                 | 2          | 0          | 0          | -                              | 11                             | 1                              | 0                              | -         | -         | -         | 15      | 1       | 1       | 79    | 13    | 8     |
| 2012-2013             | VfL Wolfsburg         | Bundesliga            | 11          | 2           | 1           | -               | -               | -               | -                 | -                 | -                 | -          | -          | -          | -                              | -                              | -                              | -                              | -         | -         | -         | 2       | 0       | 0       | 13    | 2     | 1     |
| 2013-2014             | VfL Wolfsburg         | Bundesliga            | 33          | 10          | 5           | 5               | 1               | 2               | -                 | -                 | -                 | -          | -          | -          | -                              | -                              | -                              | -                              | -         | -         | -         | 12      | 4       | 2       | 50    | 15    | 9     |
| 2014-2015             | VfL Wolfsburg         | Bundesliga            | 24          | 5           | 4           | 2               | 1               | 1               | -                 | -                 | -                 | -          | -          | -          | C3                             | 9                              | 1                              | 2                              | -         | -         | -         | 6       | 4       | 1       | 41    | 11    | 8     |
| 2014-2015             | VfL Wolfsburg         | Bundesliga            | 2           | 1           | 0           | 1               | 0               | 0               | -                 | -                 | -                 | 1          | 0          | 0          | -                              | -                              | -                              | -                              | -         | -         | -         | -       | -       | -       | 4     | 1     | 0     |
| Sous-total            | Sous-total            | Sous-total            | 70          | 18          | 10          | 8               | 2               | 3               | 0                 | 0                 | 0                 | 1          | 0          | 0          | -                              | 9                              | 1                              | 2                              | -         | -         | -         | 20      | 8       | 3       | 108   | 29    | 18    |
| 2015-2016             | Inter Milan           | Serie A               | 34          | 7           | 6           | 3               | 2               | 1               | -                 | -                 | -                 | -          | -          | -          | -                              | -                              | -                              | -                              | -         | -         | -         | 13      | 6       | 6       | 50    | 15    | 13    |
| 2016-2017             | Inter Milan           | Serie A               | 36          | 11          | 8           | 1               | 0               | 1               | -                 | -                 | -                 | -          | -          | -          | C3                             | 5                              | 0                              | 1                              | -         | -         | -         | 6       | 1       | 1       | 48    | 12    | 11    |
| 2017-2018             | Inter Milan           | Serie A               | 37          | 11          | 9           | 2               | 0               | 0               | -                 | -                 | -                 | -          | -          | -          | -                              | -                              | -                              | -                              | -         | -         | -         | 16      | 5       | 2       | 55    | 16    | 11    |
| 2018-2019             | Inter Milan           | Serie A               | 34          | 8           | 3           | 1               | 0               | 3               | -                 | -                 | -                 | -          | -          | -          | C1+C3                          | 6+4                            | 0+1                            | 0+1                            | -         | -         | -         | 9       | 2       | 2       | 54    | 11    | 9     |
| 2020-2021             | Inter Milan           | Serie A               | 32          | 4           | 4           | 4               | 0               | 0               | -                 | -                 | -                 | -          | -          | -          | C1                             | 6                              | 1                              | 0                              | -         | -         | -         | 12      | 4       | 0       | 54    | 9     | 4     |
| 2021-2022             | Inter Milan           | Serie A               | 34          | 8           | 8           | 5               | 2               | 1               | -                 | -                 | -                 | 1          | 0          | 0          | C1                             | 8                              | 0                              | 1                              | -         | -         | -         | 9       | 2       | 0       | 57    | 12    | 10    |
| Sous-total            | Sous-total            | Sous-total            | 207         | 49          | 38          | 16              | 4               | 6               | 0                 | 0                 | 0                 | 1          | 0          | 0          | -                              | 29                             | 2                              | 3                              | 0         | 0         | 0         | 63      | 20      | 11      | 316   | 75    | 58    |
| 2019-2020             | Bayern Munich (prêt)  | Bundesliga            | 22          | 4           | 6           | 3               | 1               | 1               | -                 | -                 | -                 | -          | -          | -          | C1                             | 10                             | 3                              | 3                              | -         | -         | -         | 6       | 3       | 1       | 41    | 11    | 11    |
| 2022-2023             | Tottenham Hotspur     | Premier League        | 34          | 1           | 8           | 2               | 0               | 1               | 1                 | 0                 | 0                 | -          | -          | -          | C1                             | 7                              | 0                              | 3                              | -         | -         | -         | 14      | 1       | 4       | 58    | 2     | 16    |
| 2023-2024             | Tottenham Hotspur     | Premier League        | 5           | 0           | 1           | -               | -               | -               | 1                 | 0                 | 1                 | -          | -          | -          | -                              | -                              | -                              | -                              | -         | -         | -         | 2       | 0       | 2       | 8     | 0     | 4     |
| Sous-total            | Sous-total            | Sous-total            | 39          | 1           | 9           | 2               | 0               | 1               | 2                 | 0                 | 1                 | 0          | 0          | 0          | -                              | 7                              | 0                              | 3                              | 0         | 0         | 0         | 16      | 1       | 6       | 66    | 2     | 20    |
| 2023-2024             | Hadjuk Split (prêt)   | PRVA HNL              | 7           | 1           | 0           | 1               | 0               | 0               | -                 | -                 | -                 | -          | -          | -          | -                              | -                              | -                              | -                              | -         | -         | -         | 5       | 0       | 0       | 13    | 1     | 0     |
| 2024-2025             | Hadjuk Split          | PRVA HNL              | 1           | 0           | 0           | -               | -               | -               | -                 | -                 | -                 | -          | -          | -          | C4                             | 3                              | 0                              | 0                              | -         | -         | -         | 2       | 0       | 0       | 6     | 0     | 0     |
| Sous-total            | Sous-total            | Sous-total            | 18          | 5           | 2           | 2               | 3               | 0               | 0                 | 0                 | 0                 | -          | -          | -          | -                              | 3                              | 0                              | 0                              | 1         | 0         | 0         | 7       | 0       | 0       | 31    | 8     | 2     |
| 2024-2025             | PSV Eindhoven         | Eredivisie            | 27          | 9           | 9           | 4               | 4               | 1               | -                 | -                 | -                 | -          | -          | -          | C1                             | 4                              | 3                              | 0                              | -         | -         | -         | 8       | 3       | 5       | 43    | 19    | 15    |
| 2025-2026             | PSV Eindhoven         | Eredivisie            | 2           | 1           | 1           | 0               | 0               | 0               | -                 | -                 | -                 | 1          | 0          | 0          | C1                             | 0                              | 0                              | 0                              | -         | -         | -         | 0       | 0       | 0       | 3     | 1     | 1     |
| Sous-total            | Sous-total            | Sous-total            | 29          | 10          | 10          | 4               | 4               | 1               | 0                 | 0                 | 0                 | 1          | 0          | 0          | -                              | 4                              | 3                              | 0                              | 0         | 0         | 0         | 8       | 3       | 5       | 46    | 20    | 16    |
| Total sur la carrière | Total sur la carrière | Total sur la carrière | 477         | 118         | 93          | 47              | 16              | 16              | 2                 | 0                 | 1                 | 5          | 0          | 0          | -                              | 89                             | 14                             | 13                             | 21        | 9         | 6         | 144     | 36      | 27      | 785   | 193   | 156   |

### Buts internationaux
| Buts internationaux d'Ivan Perišić | Buts internationaux d'Ivan Perišić | Buts internationaux d'Ivan Perišić                 | Buts internationaux d'Ivan Perišić | Buts internationaux d'Ivan Perišić | Buts internationaux d'Ivan Perišić | Buts internationaux d'Ivan Perišić | Buts internationaux d'Ivan Perišić |
|                                    | Date                               | Lieu                                               | Adversaire                         | Score                              | Résultat                           | Compétition                        |                                    |
| ---------------------------------- | ---------------------------------- | -------------------------------------------------- | ---------------------------------- | ---------------------------------- | ---------------------------------- | ---------------------------------- | ---------------------------------- |
| 1.                                 | 11 septembre 2012                  | Stade Roi Baudouin, Bruxelles, Belgique            | Belgique                           | 0-1                                | 1-1                                | Éliminatoires Coupe du monde 2014  |                                    |
| 2.                                 | 31 mai 2014                        | Stade Gradski vrt, Osijek, Croatie                 | Mali                               | 1-0                                | 2-1                                | Match amical                       |                                    |
| 3.                                 | 31 mai 2014                        | Stade Gradski vrt, Osijek, Croatie                 | Mali                               | 2-0                                | 2-1                                | Match amical                       |                                    |
| 4.                                 | 18 juin 2014                       | Arena da Amazônia, Manaus, Brésil                  | Cameroun                           | 2-0                                | 4-0                                | Coupe du monde 2014                |                                    |
| 5.                                 | 23 juin 2014                       | Itaipava Arena Pernambuco, Recife, Brésil          | Mexique                            | 1-3                                | 1-3                                | Coupe du monde 2014                |                                    |
| 6.                                 | 13 octobre 2014                    | Stade Gradski vrt, Osijek, Croatie                 | Azerbaïdjan                        | 3-0                                | 6-0                                | Éliminatoires Euro 2016            |                                    |
| 7.                                 | 13 octobre 2014                    | Stade Gradski vrt, Osijek, Croatie                 | Azerbaïdjan                        | 6-0                                | 6-0                                | Éliminatoires Euro 2016            |                                    |
| 8.                                 | 16 novembre 2014                   | Stade San Siro, Milan, Italie                      | Italie                             | 1-1                                | 1-1                                | Éliminatoires Euro 2016            |                                    |
| 9.                                 | 28 mars 2015                       | Stade Maksimir, Zagreb, Croatie                    | Norvège                            | 2-0                                | 5-1                                | Éliminatoires Euro 2016            |                                    |
| 10.                                | 10 octobre 2015                    | Stade Maksimir, Zagreb, Croatie                    | Bulgarie                           | 1-0                                | 3-0                                | Éliminatoires Euro 2016            |                                    |
| 11.                                | 13 octobre 2015                    | Ta' Qali Stadium, Ta' Qali, Malte                  | Malte                              | 1-0                                | 1-0                                | Éliminatoires Euro 2016            |                                    |
| 12.                                | 23 mars 2016                       | Stade Gradski vrt, Osijek, Croatie                 | Israël                             | 1-0                                | 2-0                                | Match amical                       |                                    |
| 13.                                | 4 juin 2016                        | Stadion Rujevica, Rijeka, Croatie                  | Saint-Marin                        | 6-0                                | 10-0                               | Match amical                       |                                    |
| 14.                                | 17 juin 2016                       | Stade Geoffroy-Guichard, Saint-Étienne, France     | Tchéquie                           | 1-0                                | 2-2                                | Euro 2016                          |                                    |
| 15.                                | 21 juin 2016                       | Matmut Atlantique, Bordeaux, France                | Espagne                            | 2-1                                | 2-1                                | Euro 2016                          |                                    |
| 16.                                | 6 octobre 2016                     | Stade Loro-Boriçi, Shkodër, Albanie                | Kosovo                             | 5-0                                | 6-0                                | Éliminatoires Coupe du monde 2018  |                                    |
| 17.                                | 9 novembre 2017                    | Stade Maksimir, Zagreb, Croatie                    | Grèce                              | 3-1                                | 4-1                                | Éliminatoires Coupe du monde 2018  |                                    |
| 18.                                | 8 juin 2018                        | Stade Gradski vrt, Osijek, Croatie                 | Sénégal                            | 1-1                                | 2-1                                | Match amical                       |                                    |
| 19.                                | 26 juin 2018                       | Rostov Arena, Rostov, Russie                       | Islande                            | 2-1                                | 2-1                                | Coupe du monde 2018                |                                    |
| 20.                                | 11 juillet 2018                    | Stade Loujniki, Moscou, Russie                     | Angleterre                         | 1-1                                | 2-1                                | Coupe du monde 2018                |                                    |
| 21.                                | 15 juillet 2018                    | Stade Loujniki, Moscou, Russie                     | France                             | 1-1                                | 2-4                                | Coupe du monde 2018                |                                    |
| 22                                 | 6 septembre 2018                   | Stade de l'Algarve, Faro, Portugal                 | Portugal                           | 0-1                                | 1-1                                | Match amical                       |                                    |
| 23                                 | 8 juin 2019                        | Stade Gradski vrt, Osijek, Croatie                 | Pays de Galles                     | 2-0                                | 2-1                                | Eliminatoires Euro 2020            |                                    |
| 24                                 | 6 septembre 2019                   | Štadión Antona Malatinského, Bratislava, Slovaquie | Slovaquie                          | 0-2                                | 0-4                                | Eliminatoires Euro 2020            |                                    |
| 25                                 | 16 novembre 2019                   | Stadion Rujevica, Rijeka, Croatie                  | Slovaquie                          | 3-1                                | 3-1                                | Eliminatoires Euro 2020            |                                    |
| 26                                 | 19 novembre 2019                   | Aldo Drosina, Pula, Croatie                        | Géorgie                            | 2-1                                | 2-1                                | Match amical                       |                                    |
| 27                                 | 30 mars 2021                       | Stadion Rujevica, Rijeka, Croatie                  | Malte                              | 1-0                                | 3-0                                | Eliminatoires-Coupe du monde 2022  |                                    |
| 28                                 | 1er juin 2021                      | SRC Velika Gorica, Velika Gorica, Croatie          | Arménie                            | 1-0                                | 1-1                                | Match amical                       |                                    |
| 29                                 | 18 juin 2021                       | Hampden Park, Glasgow, Écosse                      | Tchéquie                           | 1-1                                | 1-1                                | Euro 2020                          |                                    |
| 30                                 | 22 juin 2021                       | Hampden Park, Glasgow, Écosse                      | Écosse                             | 1-3                                | 1-3                                | Euro 2020                          |                                    |

## Palmarès

### En club
FC Sochaux-Montbéliard : (1)
- Coupe Gambardella
  - Vainqueur : 2007

 Borussia Dortmund : (2)
- Bundesliga
  - Champion : 2012
- Coupe d'Allemagne
  - Vainqueur : 2012

 Vfl Wolfsburg : (1)
- Coupe d'Allemagne
  - Vainqueur : 2015

 Bayern Munich : (3)
- Bundesliga
  - Champion : 2020
- Coupe d'Allemagne
  - Vainqueur : 2020
- Ligue des champions de l'UEFA
  - Vainqueur : 2020

 Inter : (3)
- Serie A
  - Champion : 2021.
- Coupe d'Italie 
  - Vainqueur : 2022
- Supercoupe d'Italie
  - Vainqueur : 2021

 PSV Eindhoven: (2)
- Eredivisie
  - Champion : 2025
- Johan Cruyff Shield
  - Vainqueur : 2025

### En équipe nationale
Avec la sélection croate, Ivan Perišić est finaliste de la Coupe du monde en 2018 puis troisième en 2022. Il est également finaliste de la Ligue des nations en 2023.

### Individuel
- Footballeur pro de l'année en 2011
- Meilleur buteur du championnat de Belgique  lors de la saison 2010-2011